# Immert

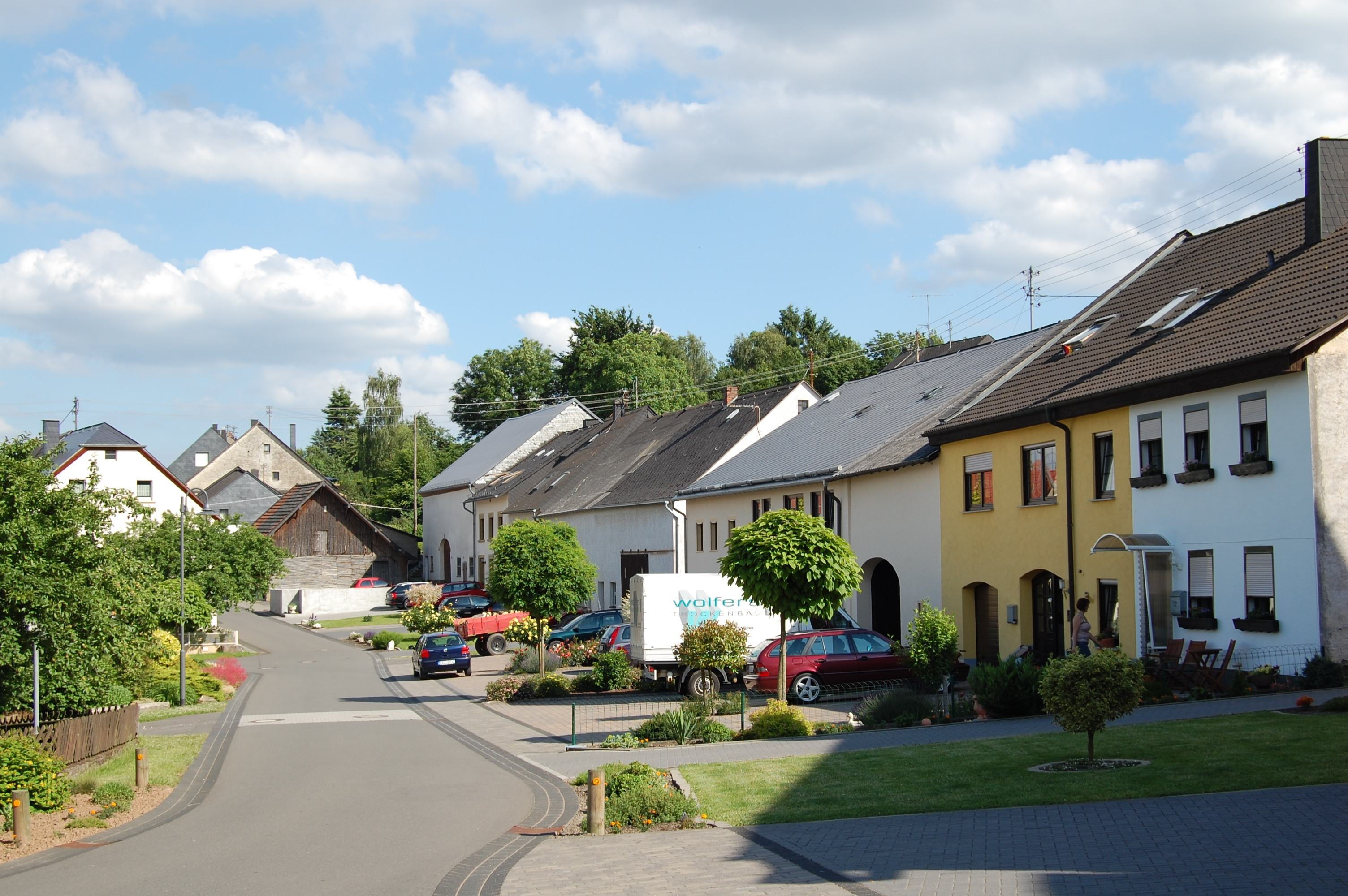
Dorfimpressionen

Immert im Hunsrück ist eine Ortsgemeinde im Landkreis Bernkastel-Wittlich in Rheinland-Pfalz. Sie gehört der Verbandsgemeinde Thalfang am Erbeskopf an.

## Geschichte
Immert war seit dem 12. Jahrhundert Teil der Mark Thalfang. Durch die Wirren der Französischen Revolution kam der Ort nach 1794 unter französische Herrschaft und wurde 1815 Teil des Königreichs Königreichs Preußen. Seit 1946 ist der Ort Teil des damals neu gebildeten Landes Rheinland-Pfalz.
Einwohnerentwicklung
Die Entwicklung der Einwohnerzahl von Immert, die Werte von 1871 bis 1987 beruhen auf Volkszählungen:
| Jahr | Einwohner |
| 1815 | 171       |
| 1835 | 189       |
| 1871 | 216       |
| 1905 | 193       |
| 1939 | 199       |

| Jahr | Einwohner |
| 1950 | 192       |
| 1961 | 167       |
| 1970 | 175       |
| 1987 | 161       |
| 2005 | 172       |

## Politik

### Gemeinderat
Der Gemeinderat in Immert besteht aus sechs Ratsmitgliedern, die bei der Kommunalwahl am 9. Juni 2024 in einer Mehrheitswahl gewählt wurden, und dem ehrenamtlichen Ortsbürgermeister als Vorsitzendem.

### Bürgermeister
Marco Wagner wurde am 26. Juni 2019 Ortsbürgermeister von Immert. Bei der Direktwahl am 26. Mai 2019 war er mit einem Stimmenanteil von 91,96 % gewählt worden. Bei der Direktwahl am 9. Juni 2024 wurde er als einziger Bewerber mit 87,3 % für weitere fünf Jahre wiedergewählt.
Wagners Vorgängerin Heike Marx-Knob hatte das Amt seit Oktober 2013 ausgeübt.